# Museo diocesano (Napoli)
Il Museo diocesano di Napoli è un ente museale sito all'interno della chiesa di Santa Maria Donnaregina Nuova.
Oltre ad ospitare una raccolta di dipinti, bronzi e reliquie provenienti dal palazzo arcivescovile e da altri edifici di culto della città chiusi o soppressi, il museo incorpora nella visita anche le due chiese facenti parte del complesso di Donnaregina, quindi sia la seicentesca chiesa Nuova, all'interno della quale il museo in senso stretto ha la propria sede, che la trecentesca chiesa Vecchia.

## Storia e descrizione
Il museo fu inaugurato il 23 ottobre 2007 presso la chiesa di Donnaregina Nuova con l'intento di raccogliere le opere provenienti in parte dalle stesse chiese Nuova e Vecchia, in altra parte dai depositi del palazzo arcivescovile, dove in origine il museo aveva sede, o da altre chiese di Napoli chiuse, soppresse o in condizioni di alto rischio e pericolo di trafugamento. Il museo è gestito dall'arcidiocesi di Napoli, con la sorveglianza della Soprintendenza al polo museale di Napoli, e nacque per volontà dell'arcivescovo cardinale Crescenzio Sepe. 
Del circuito museale fanno parte entrambe le due chiese di Donnaregina, Vecchia e Nuova; la chiesa Nuova appartiene al patrimonio del "Fondo edifici di culto" del Ministero dell'interno, mentre la chiesa Vecchia appartiene invece al Comune di Napoli. La collezione è esposta principalmente nella chiesa nuova, alcuni ambienti della quale sono stati riorganizzati per la fruizione museale; il coro delle monache è inoltre stato predisposto a ospitare mostre temporanee. I dipinti della collezione appartengono prevalentemente alla scuola napoletana di XVII e XVIII secolo, e comprende opere di autori quali Luca Giordano, Francesco Solimena, Massimo Stanzione, Aniello Falcone e Andrea Vaccaro. Sono inoltre esposti oggetti d'oreficeria, reliquari e paramenti religiosi.

## Chiesa di Santa Maria Donnaregina Nuova
La chiesa di Donnaregina Nuova si compone di un'unica navata con tre cappelle per lato; presenta pitture essenzialmente del Seicento napoletano e affreschi dello stesso secolo nella volta e nei due cori del piano superiore.
Le opere facenti parte del museo sono invece collocate negli ambienti dietro il presbiterio, dove sono i passetti che si succedono nella zona retroaltare e che mettono in comunicazione sacrestia e comunichino. Ancora, al primo piano della chiesa Nuova il museo continua negli ambienti che si succedono nei due corridoi a destra e a sinistra, in linea d'aria sopra le cappelle laterali della navata. Queste sale sono suddivise in base al tema narrativo derivante dall'oggetto delle opere che custodiscono: i temi vanno dalla Passione di Cristo, ai sacramenti, al martirio, alla vita consacrata (monachesimo, ordini mendicanti, chierici regolari) fino alle opere di misericordia. Altre sale ospitano invece oggetti preziosi, su cui si segnalano due sculture bronzee di Giovan Domenico Vinaccia già in Cattedrale su San Massimo e Santa Candida di Napoli, reliquie, statue lignee e lapidari.

### Opere

#### Pianta delle sale museali
| 1. Passetto verso la sala del comunichino 2. Sala del comunichino delle Monache 3. Retroaltare 4. Sacrestia 5. Antisacrestia 6. Passetto verso l'antesacrestia 7. Atrio 8. Sala delle esposizioni temporanee 9. Sale della Passione di Cristo e Sacramenti 10. Sale del Martirio 11. Vita consacrata 12. Vita consacrata 13. Sala delle Opere di Misericordia 14. Sala Preziosi e Reliquie 15. Sala Statue Lignee 16. Lapidarium | Pianta |

#### Dipinti
| Foto | Titolo | Autore                                                        | Sala                           | Provenienza                                             |
| ---- | --- | ------------------------------------------------------------- | ------------------------------ | ------------------------------------------------------- |
|      | Resurrezione e Crocifissione | Giovanni Bernardo Lama                                        | Passetto verso il comunichino  | Chiesa di Santa Maria delle Grazie a Caponapoli         |
|      | Madonna delle Grazie e i santi Sofia, Francesco d'Assisi, Francesco da Paola e Gennaro                                                                 | Fabrizio Santafede                                            | Sala del comunichino           | Chiesa di Santa Sofia                                   |
|      | Madonna delle Grazie coi santi patroni di Napoli | Pietro Torres                                                 | Sala del comunichino           | Chiesa di Gesù e Maria                                  |
|      | Decollazione di san Gennaro | Mattia Preti (copia da)                                       | Sala del comunichino           | Chiesa di Santa Maria dei Lanzati                       |
|      | San Gennaro con il cardinale Alfonso Gesualdo | Giovanni Balducci                                             | Sala del comunichino           | Duomo                                                   |
| -    | Adorazione dei pastori | Giuseppe Simonelli                                            | Retroaltare                    | Basilica dell'Incoronata Madre del Buon Consiglio       |
| -    | Angelo | Ignoto pittore meridionale (fine secolo XV-inizio secolo XVI) | Retroaltare                    | Duomo                                                   |
| -    | Annunciazione | Dirk Hendricksz                                               | Retroaltare                    | Chiesa di Santa Maria della Sapienza                    |
| -    | Educazione della Vergine | Ignoto pittore napoletano (fine secolo XVIII)                 | Retroaltare                    | Basilica dell'Incoronata Madre del Buon Consiglio       |
| -    | Gesù nella bottega di san Giuseppe | Diana De Rosa (attr.)                                         | Retroaltare                    | Basilica di San Giovanni Maggiore                       |
|      | Madonna | Ignoto pittore meridionale (fine secolo XV-inizio secolo XVI) | Retroaltare                    | Duomo                                                   |
|      | Riposo durante la fuga in Egitto | Aniello Falcone                                               | Retroaltare                    | Duomo                                                   |
| -    | Sacra Famiglia con cardellino | Maestro di Fontanarosa (attr.)                                | Retroaltare                    | Chiesa di Sant'Agnello Maggiore                         |
| -    | Sacra Famiglia con i santi Anna e Gioacchino | Santillo Sannini (attr.)                                      | Retroaltare                    | Chiesa di San Giovanni Battista delle Monache           |
| -    | Sacra Famiglia con san Giovannino e santa Elisabetta                                                                                                   | Ignoto pittore emiliano (seconda metà secolo XVI)             | Retroaltare                    | Chiesa di San Gennaro                                   |
| -    | Sposalizio della Vergine | Diana De Rosa (attr.)                                         | Retroaltare                    | Basilica di San Giovanni Maggiore                       |
| -    | Sposalizio della Vergine | Lorenzo de Caro                                               | Retroaltare                    | Palazzo arcivescovile                                   |
| -    | Immacolata con i santi Francesco d'Assisi, Chiara, Rosa da Viterbo, Antonio da Padova, Bonaventura e Ludovico da Tolosa                                | Francesco Solimena e Nicola Maria Rossi                       | Sacrestia                      | Chiesa di San Francesco alle Cappuccinelle              |
| -    | Madonna allattante in trono con Bambino e angelo | Pietro di Domenico da Montepulciano (attr.)                   | Sacrestia                      | Duomo                                                   |
|      | Madonna col Bambino | Pietro Negroni (attr.)                                        | Sacrestia                      | Palazzo arcivescovile                                   |
| .    | Madonna col Bambino | Massimo Stanzione                                             | Sacrestia                      | Collezione privata (già in chiesa di Donnaregina Nuova) |
|      | Madonna con Bambino tra i santi Giacomo e Cristoforo                                                                                                   | Ignoto autore e Decio Tramontano                              | Sacrestia                      | Chiesa di Santa Maria Ancillarum                        |
| -    | Madonna del Rosario con le anime del Purgatorio | Antonio De Bellis                                             | Sacrestia                      | Chiesa di Santa Maria di Portosalvo                     |
|      | Madonna del Soccorso e sante Patrizia e Caterina d'Alessandria; scene nella predella: Natività, Ascensione di Cristo, Pentecoste e Morte della Vergine | Ignoto pittore napoletano degli inizi del XVI secolo          | Sacrestia                      | Chiesa di San Gennaro al Vomero                         |
| -    | Madonna e santi Giovanni e Paolo | Micco Spadaro                                                 | Sacrestia                      | Chiesa di Santa Maria Donnaromita                       |
| -    | Madonna in gloria, san Giovanni Battista e san Francesco d'Assisi                                                                                      | Teodoro d'Errico                                              | Sacrestia                      | Chiesa di Santa Maria della Vita                        |
| -    | Maria Vergine intercede per le anime del Purgatorio | Andrea Vaccaro                                                | Sacrestia                      | Chiesa di Santa Maria del Pianto                        |
| -    | Adorazione dei Magi | Marco Pino                                                    | Antisacrestia                  | Chiesa di Sant'Antoniello                               |
| -    | Assunzione della Vergine | Silvestro Buono                                               | Antisacrestia                  | Chiesa di San Pietro in Vincoli                         |
| -    | Presentazione al tempio coi santi Cosma e Damiano | Antonio Rimpatta da Bologna (attr.)                           | Antisacrestia                  | Chiesa dei Santi Cosma e Damiano ai Banchi Nuovi        |
|      | Crocifissione con Maria, i santi Giovanni, Pietro e Sofia, e i confratelli incappucciati in basso                                                      | Marco Pino                                                    | Passetto verso l'antisacrestia | Chiesa di Santa Sofia                                   |
| -    | San Giovanni Evangelista e il cardinale Innico Caracciolo                                                                                              | Francesco Solimena                                            | Atrio                          | Chiesa del Gesù delle Monache                           |
| -    | Sant'Agnello | Giovanni Balducci                                             | Sala esposizioni temporanee    | Duomo                                                   |
|      | Apparizione dell'Ostensorio a san Pasquale Baylon | Ignoto pittore (secolo XVIII)                                 | Sala Passioni e Sacramenti     | Palazzo arcivescovile                                   |
| -    | Lavanda dei piedi | Ignoto pittore (secolo XVIII)                                 | Sala Passioni e Sacramenti     | Basilica dell'Incoronata Madre del Buon Consiglio       |
|      | Battesimo di Cristo | Giovanni Bernardo Lama                                        | Sala Passioni e Sacramenti     | Basilica di Santa Restituta                             |
|      | Compianto sul Cristo morto | Andrea Vaccaro                                                | Sala Passioni e Sacramenti     | Palazzo arcivescovile                                   |
|      | Cristo crocifisso e la Maddalena | Giovanni Ricca (attr.)                                        | Sala Passioni e Sacramenti     | Palazzo arcivescovile                                   |
|      | Cristo risorto appare agli Apostoli | Ignoto seguace di Mattia Preti (secoli XVII-XVIII)            | Sala Passioni e Sacramenti     | Palazzo arcivescovile                                   |
|      | Crocifissione | Ignoto pittore meridionale (fine secolo XV-inizio secolo XVI) | Sala Passioni e Sacramenti     | Duomo                                                   |
|      | Gloria del Santissimo | Lorenzo de Caro (attr.)                                       | Sala Passioni e Sacramenti     | Basilica dell'Incoronata Madre del Buon Consiglio       |
|      | Incontro a Roma dei santi Pietro e Paolo prima del martirio                                                                                            | Ignoto pittore napoletano (secolo XVIII)                      | Sala del Martirio              | Chiesa di Gesù e Maria                                  |
|      | Martirio di san Bartolomeo | Andrea Vaccaro                                                | Sala del Martirio              | Monastero di Sant'Eframo Nuovo                          |
|      | Martirio di santo Stefano | Maestro dei Martìri (prima metà secolo XVII)                  | Sala del Martirio              | Basilica dell'Incoronata Madre del Buon Consiglio       |
| -    | San Gennaro | Francesco Solimena (attr.)                                    | Sala del Martirio              | Palazzo arcivescovile                                   |
|      | San Paolo | Ignoto pittore caravaggesco (primo quarto secolo XVII)        | Sala del Martirio              | Chiesa di Santa Maria Donnaromita                       |
|      | San Pietro | Ignoto pittore caravaggesco (primo quarto secolo XVII)        | Sala del Martirio              | Chiesa di Santa Maria Donnaromita                       |
|      | San Sebastiano curato da sant'Irene | Paolo De Matteis                                              | Sala del Martirio              | Chiesa di Santa Maria della Vita                        |
| -    | Santa orante | Ignoto pittore napoletano (secondo quarto secolo XVII)        | Sala del Martirio              | Chiesa di Santa Maria dell'Aiuto                        |
|      | Sant'Agnese | Giacomo del Pò                                                | Sala del Martirio              | Basilica dell'Incoronata Madre del Buon Consiglio       |
|      | Strage degli Innocenti | Pacecco De Rosa (attr)                                        | Sala del Martirio              | Basilica dell'Incoronata Madre del Buon Consiglio       |
|      | Testa di sant'Anastasio | Ignoto monogrammista "Tr" (metà secolo XVII)                  | Sala del Martirio              | Palazzo arcivescovile                                   |
|      | San Benedetto e sue storie | Ignoto pittore napoletano (secondo-terzo quarto secolo XV)    | Vita Consacrata                | Chiesa di San Gennaro al Vomero                         |
|      | Sant'Antonio abate | Ignoti pittori meridionali (fine secolo XV-inizio secolo XVI) | Vita Consacrata                | Chiesa di San Gennaro al Vomero                         |
|      | San Girolamo | Ignoti pittori meridionali (fine secolo XV-inizio secolo XVI) | Vita Consacrata                | Duomo                                                   |
|      | San Girolamo e l'Angelo | Agostino Beltrano                                             | Vita Consacrata                | Chiesa di Santa Maria della Verità                      |
|      | Il battesimo di sant'Agostino | Luca Giordano                                                 | Vita Consacrata                | Chiesa di Sant'Anna al Trivio                           |
|      | La visione di sant'Agostino | Luca Giordano                                                 | Vita Consacrata                | Chiesa di Sant'Anna al Trivio                           |
|      | Madonna del Carmine | Ignoto pittore napoletano (fine secolo XVI)                   | Vita Consacrata                | Basilica dell'Incoronata Madre del Buon Consiglio       |
|      | Madonna del Rosario e santi Domenico e Caterina | Andrea Vaccaro                                                | Vita Consacrata                | Basilica dell'Incoronata Madre del Buon Consiglio       |
|      | Madonna del Rosario e santi Domenico e Caterina | Sebastiano Conca                                              | Vita Consacrata                | Palazzo arcivescovile                                   |
|      | Madonna del Rosario e santi Domenico e Rosa | Evangelista Schiano                                           | Vita Consacrata                | Chiesa di Santa Maria delle Grazie a Caponapoli         |
|      | Madonna del Rosario e santi Vincenzo Ferreri e Rosa da Lima                                                                                            | Ignoto pittore (secolo XVIII)                                 | Vita Consacrata                | Basilica dell'Incoronata Madre del Buon Consiglio       |
| -    | Maria Vergine consegna l'abito ai santi fondatori dell'Ordine dei Servi di Maria                                                                       | Nicola Maria Rossi (copia da)                                 | Vita Consacrata                | Basilica dell'Incoronata Madre del Buon Consiglio       |
| -    | San Domenico morente | Ignoto pittore napoletano (secolo XIX)                        | Vita Consacrata                | Palazzo arcivescovile                                   |
|      | San Francesco da Paola | Ignoto pittore napoletano (secolo XVIII)                      | Vita Consacrata                | Basilica dell'Incoronata Madre del Buon Consiglio       |
|      | San Francesco da Paola | Ignoto pittore napoletano (prima metà secolo XVII)            | Vita Consacrata                | Basilica di Santa Restituta                             |
|      | San Francesco riceve le stimmate | Lorenzo de Caro                                               | Vita Consacrata                | Palazzo arcivescovile                                   |
| -    | Santa Teresa d'Avila ha la visione di san Pietro d'Alcàntara                                                                                           | Ignoto pittore (secolo XVIII)                                 | Vita Consacrata                | Palazzo arcivescovile                                   |
|      | Sant'Antonio col Bambino | Ignoto pittore napoletano (secolo XVII)                       | Vita Consacrata                | Palazzo arcivescovile                                   |
| -    | Sant'Antonio da Padova in preghiera | Andrea Vaccaro                                                | Vita Consacrata                | Palazzo arcivescovile                                   |
| -    | Sant'Antonio da Padova in preghiera | Ignoto pittore napoletano (secolo XVIII)                      | Vita Consacrata                | Palazzo arcivescovile                                   |
| -    | Visione di san Guglielmo d'Aquitania | Domenico Antonio Vaccaro                                      | Vita Consacrata                | Chiesa di Santa Maria della Verità                      |
| -    | Angeli che reggono la mitra | Luca Giordano                                                 | Vita Consacrata                | Chiesa dei Girolamini                                   |
| -    | Madonna con Bambino e i santi Antonio Abate e Filippo Neri                                                                                             | Paolo De Matteis                                              | Vita Consacrata                | Duomo                                                   |
|      | Maria Vergine appare a san Filippo Neri | Pietro Grasso (seconda metà secolo XVIII)                     | Vita Consacrata                | Basilica dell'Incoronata Madre del Buon Consiglio       |
| -    | Maria Vergine porge il Bambino a sant'Ignazio da Loyola                                                                                                | Giacomo del Pò                                                | Vita Consacrata                | Palazzo arcivescovile                                   |
| -    | San Gaetano presenta la Regola dell'Ordine | Tommaso de Vivo                                               | Vita Consacrata                | Palazzo arcivescovile                                   |
| -    | San Gaetano e la Sacra Famiglia | Ignoto pittore napoletano (secolo XVIII)                      | Vita Consacrata                | Basilica dell'Incoronata Madre del Buon Consiglio       |
|      | San Camillo de Lellis | Ignoto pittore napoletano (secolo XVIII)                      | Vita Consacrata                | Palazzo arcivescovile                                   |
| -    | Opera di Misericordia: seppellire i morti | Ignoto pittore meridionale (secolo XX)                        | Opere di Misericordia          | Basilica di Santa Maria a Pugliano                      |
| -    | Opere di Misericordia corporale | Aniello Laudisello                                            | Opere di Misericordia          | Basilica di Santa Maria a Pugliano                      |
|      | Ritratto funerario dell'arcivescovo di Napoli Umberto d'Ormont                                                                                         | Lello da Orvieto (attr.)                                      | Sala Preziosi e Reliquie       | Palazzo arcivescovile                                   |

#### Statuaria e reliquie
| Foto | Titolo                                                                     | Autore | Sala                                 | Provenienza                                       |
| ---- | -------------------------------------------------------------------------- | --- | ------------------------------------ | ------------------------------------------------- |
| -    | Crocifisso                                                                 | Ignoto scultore del XIV secolo | Passetto per la sala del comunichino | Chiesa di Santa Maria Donnaregina Vecchia         |
|      | Angelo Custode                                                             | Nicola Fumo | Sala del comunichino                 | Chiesa di San Giovanni Battista delle Monache     |
| -    | San Giuseppe col Bambino                                                   | Nicola Fumo | Sala del comunichino                 | Chiesa di San Giovanni Battista delle Monache     |
| -    | San Michele Arcangelo                                                      | Nicola Fumo | Sala del comunichino                 | Chiesa di San Giovanni Battista delle Monache     |
|      | San Nicola di Bari                                                         | Nicola Fumo | Sala del comunichino                 | Chiesa di San Giovanni Battista delle Monache     |
|      | Giovan Battista Loffredo                                                   | Girolamo D'Auria | Sala del comunichino                 | Chiesa di Santa Maria Donnaregina Vecchia         |
|      | Lapidi con giacenti                                                        | scuola di Girolamo D'Auria | Sala del comunichino                 | Chiesa di Santa Maria Donnaregina Vecchia         |
|      | Tondo con Madonna col Bambino                                              | Tommaso Malvito e bottega | Sala del comunichino                 | Chiesa di Santa Maria Donnaregina Vecchia         |
|      | Tondo con Madonna col Bambino                                              | Girolamo D'Auria e bottega | Sala del comunichino                 | Chiesa di Santa Maria Donnaregina Vecchia         |
| -    | Tondo con Sant'Anna e la Vergine Bambina                                   | Ignoto napoletano del Settecento | Sala del comunichino                 | Chiesa di Santa Maria Donnaregina Vecchia         |
|      | Monumento funebre a Carlo Loffredo                                         | Girolamo D'Auria e bottega | Sala del comunichino                 | Chiesa di Santa Maria Donnaregina Vecchia         |
|      | Monumento funebre a Cesare Loffredo                                        | Girolamo D'Auria e bottega | Sala del comunichino                 | Chiesa di Santa Maria Donnaregina Vecchia         |
|      | Ippolita Brancaccio                                                        | Girolamo D'Auria e bottega | Sala del comunichino                 | Chiesa di Santa Maria Donnaregina Vecchia         |
|      | Immacolata Concezione                                                      | Nicola Ingaldo (attr.) | Retroaltare                          | Duomo                                             |
| -    | Collare di san Vincenzo Ferreri                                            | Manifatture varie del XIX-XX secolo                                                                                                 | Retroaltare                          | Basilica di Santa Maria della Sanità              |
|      | San Paolo                                                                  | Giovan Domenico Vinaccia | Passetto verso l'antisacrestia       | Duomo                                             |
| -    | Croce d'altare                                                             | Anonimo argentiere della metà XVIII secolo                                                                                          | Atrio                                | Duomo                                             |
|      | Legni intagliati con sant'Agostino e san Tommaso da Villanova              | Giuseppe Picano | Vita consacrata                      | Chiesa di Sant'Agostino alla Zecca                |
| -    | Brocca e bacile d'argento                                                  | Luigi De Michelis | Sala Preziosi e Reliquie             | Palazzo arcivescovile                             |
| -    | Brocca e piatto in Argento dorato                                          | Manifatture varie del XVIII secolo                                                                                                  | Sala Preziosi e Reliquie             | Duomo                                             |
| -    | Calice in argento e zaffiri                                                | Argentiere napoletano del terzo quarto XVIII secolo                                                                                 | Sala Preziosi e Reliquie             | Palazzo arcivescovile                             |
|      | Coppia di reliquiari in argento e legno                                    | Argentiere della prima metà XVIII secolo                                                                                            | Sala Preziosi e Reliquie             | Palazzo arcivescovile                             |
| -    | Mitra in seta bianca                                                       | Ignoto napoletano del secondo quarto XX secolo                                                                                      | Sala Preziosi e Reliquie             | Duomo                                             |
|      | Ostensorio                                                                 | Argentiere napoletano ante 1754 | Sala Preziosi e Reliquie             | Duomo                                             |
| -    | Pianeta                                                                    | Ignoto artefice napoletano degli inizi del XVIII secolo                                                                             | Sala Preziosi e Reliquie             | Palazzo arcivescovile                             |
| -    | Servizio da cucina in argento dorato                                       | Giacinto Buonacquisto (fine Settecento)                                                                                             | Sala Preziosi e Reliquie             | Duomo                                             |
| -    | Pisside d'argento, oro e zaffiri                                           | Argentiere ignoto di fine Settecento                                                                                                | Sala Preziosi e Reliquie             | Duomo                                             |
|      | Busto argenteo di san Massimo                                              | Giovan Domenico Vinaccia | Sala Preziosi e Reliquie             | Duomo                                             |
|      | Busto argenteo di santa Candida di Napoli                                  | Giovan Domenico Vinaccia | Sala Preziosi e Reliquie             | Duomo                                             |
|      | Stauroteca detta "di san Leonzio"                                          | Manifattura palermitana, meridionale e napoletana della seconda metà del XII secolo, del XIII secolo e della seconda metà XV secolo | Sala Preziosi e Reliquie             | Duomo                                             |
| -    | Stola                                                                      | Ignoto italiano della seconda metà del XVI secolo                                                                                   | Sala Preziosi e Reliquie             | Palazzo arcivescovile                             |
|      | Busto reliquiario di santa Restituta in legno intagliato, dorato e dipinto | Ignoto intagliatore napoletano (prima metà XVII secolo)                                                                             | Sala Statue lignee                   | Basilica di Santa Restituta                       |
| -    | Legno intagliato e dipinto con san Francesco Saverio converte gli indiani  | Ignoto scultore napoletano del 1820 circa                                                                                           | Sala Statue lignee                   | Palazzo arcivescovile                             |
| -    | Legno intagliato e dipinto con san Giuseppe con Gesù Bambino benedicente   | Collaboratore di Giacomo Colombo (del 1730 circa)                                                                                   | Sala Statue lignee                   | Palazzo arcivescovile                             |
|      | Santa Lucia                                                                | Scultore napoletano (prima metà XVII secolo)                                                                                        | Sala Statue lignee                   | Chiesa di Sant'Agostino alla Zecca                |
|      | Sant'Apollonia in legno intagliato                                         | Scultore napoletano (inizio secolo XVII secolo)                                                                                     | Sala Statue lignee                   | Chiesa di Sant'Agostino alla Zecca                |
|      | Testa di Crocifisso in legno intagliato e dipinto                          | Ignoto scultore (tardo XV secolo)                                                                                                   | Sala Statue lignee                   | Basilica dell'Incoronata Madre del Buon Consiglio |
| -    | Frammento di pluteo con grifi in marmo scolpito                            | Ignoto scultore campano (inizi XI secolo)                                                                                           | Lapidarium                           | Duomo                                             |
| -    | Frammento di sarcofago in marmo scolpito                                   | Ignoto scultore (III-IV secolo d.C.)                                                                                                | Lapidarium                           | Duomo                                             |
| -    | Fronte di sarcofago in marmo scolpito                                      | Ignoto scultore napoletano (metà del XIV secolo)                                                                                    | Lapidarium                           | Duomo                                             |
| -    | Paliotto o pluteo in marmo scolpito                                        | Ignoto scultore campano (fine IX secolo-inizi X secolo)                                                                             | Lapidarium                           | Duomo                                             |
|      | Stemma del seggio di Forcella Marmo scolpito;                              | Ignoto scultore napoletano (XVI secolo)                                                                                             | Lapidarium                           | Duomo                                             |
| -    | Testa del Bambino su frammento di busto in marmo e pietra scolpita         | Ignoto scultore campano (XV secolo)                                                                                                 | Lapidarium                           | Basilica della Santissima Annunziata Maggiore     |
| -    | Testa della Vergine in pietra scolpita                                     | Ignoto scultore campano (XV secolo)                                                                                                 | Lapidarium                           | Basilica della Santissima Annunziata Maggiore     |
| -    | Urna cineraria in marmo scolpito                                           | Ignoto marmoraro (I secolo d.C.) | Lapidarium                           | Duomo                                             |
| -    | Vasca-reliquiario in marmo scolpito                                        | Ignoto marmoraro | Lapidarium                           | Duomo                                             |

## Chiesa di Santa Maria Donnaregina Vecchia
La chiesa di Donnaregina Vecchia si compone di una sola navata e vede addossato alla parete di sinistra il monumento funebre a Maria d'Ungheria di Tino di Camaino mentre di fronte, lungo la parete di destra, si apre l'unica cappella dell'edificio, entro la quale sono conservati affreschi del XIV secolo. Altre tracce di pitture sono invece nella zona absidale, mentre il coro delle monache posto al livello superiore della stessa navata ospita il più grande ciclo di affreschi trecenteschi conservati a Napoli.